# Southerner
Der Southerner war eine Zugverbindung für den Personenzugverkehr auf der Südinsel von Neuseeland. Die Linie verband auf einer 589 km langen Strecke die großen Städte Christchurch, Dunedin und Invercargill miteinander.

## Streckenführung
Die Zugverbindung des Southerner war von der Streckenführung her identisch mit der Main South Line des South Island Main Trunk Railways. Haltepunkte waren von Nord nach Süd: 
- Christchurch
- Ashburton
- Timaru
- Oamaru
- Palmerston
- Dunedin
- Mosgiel
- Milton
- Balclutha
- Gore
- Mataura
- Edendale
- Invercargill

Für die Strecke von Christchurch bis nach Invercargill am südlichsten Ende der Südinsel von Neuseeland betrug die Fahrtzeit gut neun Stunden.

## Geschichte
Eigentlich gab es einen Reisezug von Christchurch aus in Richtung Süden seit dem 6. September 1878 und es bestand eine regelmäßige Zugverbindung mit Personentransport zwischen Christchurch und Invercargill schon ab Januar 1879. Ab November 1904 konnte man die Distanz von fast 600 km bereits in einem Tag zurücklegen und ab Ende der 1960er vollzog man den Wechsel von der Dampflokomotive hin zum Dieselantrieb. Als dann am 1. Dezember 1970 der erste Frachtexpresszug seine Fahrt von Christchurch nach Invercargill antrat, gab auch der Southerner sein Debüt, löste den South Island Limited Express ab und beendete am 25. Oktober 1971 das Dampfeisenbahnzeitalter in Neuseeland. Doch eigentlich war die neue Zugverbindung mehr ein Marketingprodukt, als die Kreation einer neuen Zugverbindung. Der Southerner war eine neue Bezeichnung für einen Zug, der für eine definierte Verbindung, für eine neue Technologie (Dieselantrieb) und für speziellen Service stand. So wurde zum Beispiel mit Beginn der 1970er das sogenannte "On-board Refreshment" (An-Bord-Erfrischungen) eingeführt.
30 Jahre später, zwischenzeitlich wurde das gesamte Eisenbahnnetz und der Bahnbetrieb privatisiert, stand die Linie im September 2001 wegen Unrentabilität kurz vor der Einstellung. Mit einer Finanzspritze von über 240.000 NZ$ aus öffentlicher Hand (Regierung und betroffene Städte) betrieb die Firma Tranz Rail, die mittlerweile Besitzer der Linie war, die Zugverbindung noch einige Monate bis zur endgültigen Einstellung weiter.
Am 10. Februar 2002 fuhr schließlich das letzte Zugpaar.

## Würdigung
Im Jahr 1997 brachte die New Zealand Post im Rahmen der Scenic-Trains-Serie eine 1 NZ$ Briefmarke mit einer Abbildung des Southerner heraus.